# Loi fédérale no 139-FZ du 28 juillet 2012
Lire en ligne

(ru) « Законопроект № 89417-6 », sur asozd.duma.gov.ru, Site officiel de la Douma,‎ 2012 (consulté le 10 juillet 2012)

Le projet de loi russe no 89417-6 (en russe : Законопроект № 89417-6) est une proposition de loi fédérale russe prévoyant l'établissement d'une liste noire de sites web contenant des informations interdites de diffusion en Russie. 

## Historique
Le 7 juin 2012, la commission parlementaire sur la famille, les femmes et les enfants de la Douma a examiné un texte constitué d'amendements à la loi sur « la protection des enfants » contre les dangers pour « leur santé et leur développement » dont l'article 4 envisage la création d’un registre de domaines et de sites web à caractère pédophile, promouvant ou commercialisant des stupéfiants, incitant au suicide ou propageant des « idées extrémistes ». Ce registre serait créé et géré par une agence fédérale composée par le gouvernement. La proposition de loi est l'initiative de quatre députés, représentant les quatre partis siégeant à la Douma : Parti communiste russe, Russie juste, Russie unie et Parti libéral-démocrate de Russie.
Internet occupe une place importante en Russie dans la diffusion des idées et la coordination des actions des mouvements d'opposition. En juin 2012, Reporters sans frontières s'inquiète sur son site « des signes de la volonté des autorités de contrôler plus étroitement Internet » en Russie et rappelle que ce pays a été classé « sous surveillance » dans le rapport Les Ennemis d'Internet publié par l'association trois mois plus tôt. Le 10 juillet 2012, jour du passage du texte en seconde lecture devant la Douma, le site de Wikipédia en russe ferme en signe de protestation : la page d'accueil est remplacée par un court texte appelant à soutenir la protestation contre le projet, procédé similaire à celui employé par la Wikipédia en anglais lors du blackout organisé le 18 janvier 2012 contre les lois Stop Online Piracy Act et PROTECT IP Act.